# Francesc I Ordelaffi
Francesc I Ordelaffi conegut per Cecco I Ordelaffi, fou fill de Teobald I Ordelaffi. Va succeir vers el 1315 al seu germà Scarpetta Ordelaffi com a senyor de Forlì i Bertinoro. Va albergar a Dante Alighieri que ja havia estat a Forlì el 1302-1303 i el 1310-1311. El 1322 va ajudar a Guido Tarlatti, senyor d'Arezzo, a conquerir Città di Castello. Arezzo i Forlì van formar una lliga gibel·lina a la que es van unir Osimo, Cagli, Urbino, San Marino, Montefeltro, comtat de Chiaggiolo, i els Faggiolani, contra els güelfs: els Malatesta de Rímini, Cesena, Faenza, Fossombrone i Pesaro. Fou senyor fins al 1331.